# ماتهابنگا
ماتهابنگا (به انگلیسی: Mathabhanga) یک منطقهٔ مسکونی در هند است که در Mathabhanga subdivision واقع شده‌است. ماتهابنگا ۳٫۷۱ کیلومتر مربع مساحت و ۲۳٬۸۹۰ نفر جمعیت دارد و ۵۰ متر بالاتر از سطح دریا واقع شده‌است.